# リピーター
リピーター (英：repeater) とは、何かを繰り返す人や物のことである。

## 概要
repeat リピート（繰り返す・嗜癖も参照）という動詞があり、それの語尾を「er」にした語であり、「リピートする人・者」という意味の語、「繰り返す人」や「繰り返す物」という意味の語である。ともかく「繰り返す人」とか「繰り返す物」ということを意味しており、語自体には、それ以上の特定の意味は無い。
たとえば、ある施設・店舗・公演などを訪れることを何度も繰り返す人であったり、また例えば、ある製品を購入することを繰り返す人であったり、良いことであれ、悪いことであれ、ともかく何かを「繰り返す」人や物を広く指しうる。

### マーケティングや販売推進の用語として
日本語におけるマーケティングの領域では、「リピーター」は（特定の店舗を）「繰り返し訪れる顧客」や（特定の製品を）「繰り返し購入する顧客」という「常連客」（独: Stammkunde）の意味で用いられる。英語で常連客を表す語は「repeat customer」「regular customer」等である。
店舗については、実店舗についても、ネット上の仮想店舗についても用いられる。
一度訪れた客、あるいは一度ある製品を購入した客を、いかにリピーターにするか、その方法について、様々な手法が開発されてきた歴史がある。
米国のマーケティングでは、顧客をrepeaterにすることは、古くから重要な課題であると認識されていた。ビジネスの基本は、新規顧客を得ることと、新規顧客をできるだけ高い確率でリピーターにすることである。また、まだ一度も購入・利用したことのない顧客候補（潜在顧客）を新たに実際に顧客にすることは比較的難しいことだが、それに比べれば、一度訪れてくれたお客をリピーターにすることのほうが打てる手は多く、うまくすればかなり高い確率でそれを行える、と考えられているからである。
基本中の基本は、はじめて製品やサービスを購入した顧客を、ともかく、何がなんでも満足させる、ということである。そうすれば、自然と再度来店したり、再度その製品を購入する可能性が高くなる。（逆に言えば、最初の購買時に顧客をいらだたせたり、不満にさせると、リピートしてくれる可能性はかなり低くなる）。
他にも、一度来店したお客に、次回使える割引クーポン券やその店で使える商品券を発券する、という方法がある。
また、実店舗であれネット上の仮想店舗であれ、ポイントサービスによって、消費者を繰り返し来店させようとする方法がある。
小売店
マーケティングでは商品を「最寄品（もよりひん）」と「買回品（かいまわりひん）」に分類することがあるが、「最寄品」を扱う地域密着型の店舗では、徒歩で往復できる圏内の住人が繰り返し訪れる。これも一応、repeater リピーターの一種である。ただし、そのリピーターでも、競合する店舗が新たに現れた時に、他の店に浮気する場合と、浮気しない場合があるわけだが、浮気しない場合を、マーケティング用語では「ロイヤルティ（英: loyalty）がある」と言う。「忠誠心がある」といった意味である。
観光業
観光業のマーケティングに関しても、repeaterという用語は用いられる。同じ観光地・行楽地・宿泊施設 等々を繰り返し訪れるを指す。リピーターにする手法としては、行楽施設利用パスを発行したり、一定期間内であれば出入り自由な定期券を発行しているなど、様々な手法がある。